# Естермальмстор'є (станція метро)
59°20′06″ пн. ш. 18°04′27″ сх. д. / 59.335° пн. ш. 18.074027777778° сх. д.
«Естермальмстор'є» (швед. Östermalmstorg) — станція Червоної лінії Стокгольмського метрополітену, обслуговується потягами маршруту Т13 та Т14.
Станцію було відкрито 5 квітня 1964 року у складі першої черги Червоної лінії, від Т-Сентрален до Ернсберга, з відгалуженням до Фруенген. 

Відстань до Слюссена становить 2,6 км.
Пасажирообіг станції в будень — 17,100 осіб (2019)

Розташування: Естермальм.
Конструкція: односклепінна станція глибокого закладення (глибина закладення — 38 м) з однією острівною платформою.

## Операції
| Попередня станція        | Лінія | Лінія     | Лінія | Наступна станція        |
| ------------------------ | ----- | --------- | ----- | ----------------------- |
| Карлаплан до Ропстен     |       | Лінія T13 |       | Т-Сентрален до Норсборг |
| Стадіон до Мербю-сентрум |       | Лінія T14 |       | Т-Сентрален до Фруенген |